# Бэдэм, Мэри
Мэри Бэдэм (англ. Mary Badham, род. 7 октября 1952, Бирмингем, Алабама, США) — американская актриса, сыграла несколько детских ролей в американских фильмах 1960-х годов.
Известность получила по первой роли — Глазастика в фильме по книге Харпер Ли «Убить пересмешника». За эту роль в 1963 году была номинирована на «Оскар» в категории лучшая актриса второго плана. На то время она была самой юной номинанткой (10 лет). Является младшей (на 13 лет) сестрой кинорежиссёра Джона Бэдэма, с которым ни разу не встретилась в совместном проекте.
В настоящее время замужем (с 1975 года) за школьным учителем, работает художественным реставратором и координатором тестирования в колледже, мать двоих детей — Энтони и Анны.

## Фильмография
| Год  |   | Русское название   | Оригинальное название      | Роль                        |
| ---- | - | ------------------ | -------------------------- | --------------------------- |
| 1962 | ф | Убить пересмешника | To Kill a Mockingbird      | Джин Луиза «Глазастик» Финч |
| 1963 | с | Доктор Килдэр      | Dr. Kildare                | Кара Сью                    |
| 1964 | с | Сумеречная зона    | The Twilight Zone          | Спот Шервуд                 |
| 1966 | ф | На слом!           | This Property Is Condemned | Уилли Старр                 |
| 1966 | ф | Let's Kill Uncle   | Let’s Kill Uncle           | Крисси                      |
| 2005 | ф | Наше все           | Our Very Own               | миссис Натбуш               |